# Хидиб
Хидиб — село в Тляратинском районе Дагестана. Административный центр сельского поселения сельсовет Хидибский.

## География
Расположено в 8 км к северо-востоку от районного центра — села Тлярата.

## Население
| 1869 | 1888 | 1895 | 1926 | 1939 | 1970 | 1989 |
| ---- | ---- | ---- | ---- | ---- | ---- | ---- |
| 41   | ↗46  | ↗55  | ↘44  | ↗45  | ↗59  | ↘49  |
| 2002 | 2010 | 2021 |      |      |      |      |
| ↘41  | ↗45  | ↘44  |      |      |      |      |